# 立川パーキングエリア
立川パーキングエリア（たぢかわパーキングエリア）は、高知県長岡郡大豊町立川下名にある高知自動車道のパーキングエリア (PA) である。
下り線（高知方面）にのみ存在する。上り線（川之江方面）には馬立PAがある。

## 施設
1992年（平成4年）に開設。馬立PAと同様、初めはトイレのみのPAだった。1994年（平成6年）に高知県産スギ間伐材を利用した「ハイウェイショップ」がオープン。地元の手打ちソバや牛串などが味わえる。
PAの建物は建て替えられ、2021年（令和3年）9月18日にリニューアルオープンした。建物は鉄骨平屋造だが外構や内壁は高知県産ヒノキ材で仕上げられており、売場面積も87.6m2に拡張された。

### 下り線（高知方面）
- 駐車場[3]
  - 大型 14台
  - 小型 49台
  - 身障者用 1台
  - トレーラー 1台

- トイレ[3]

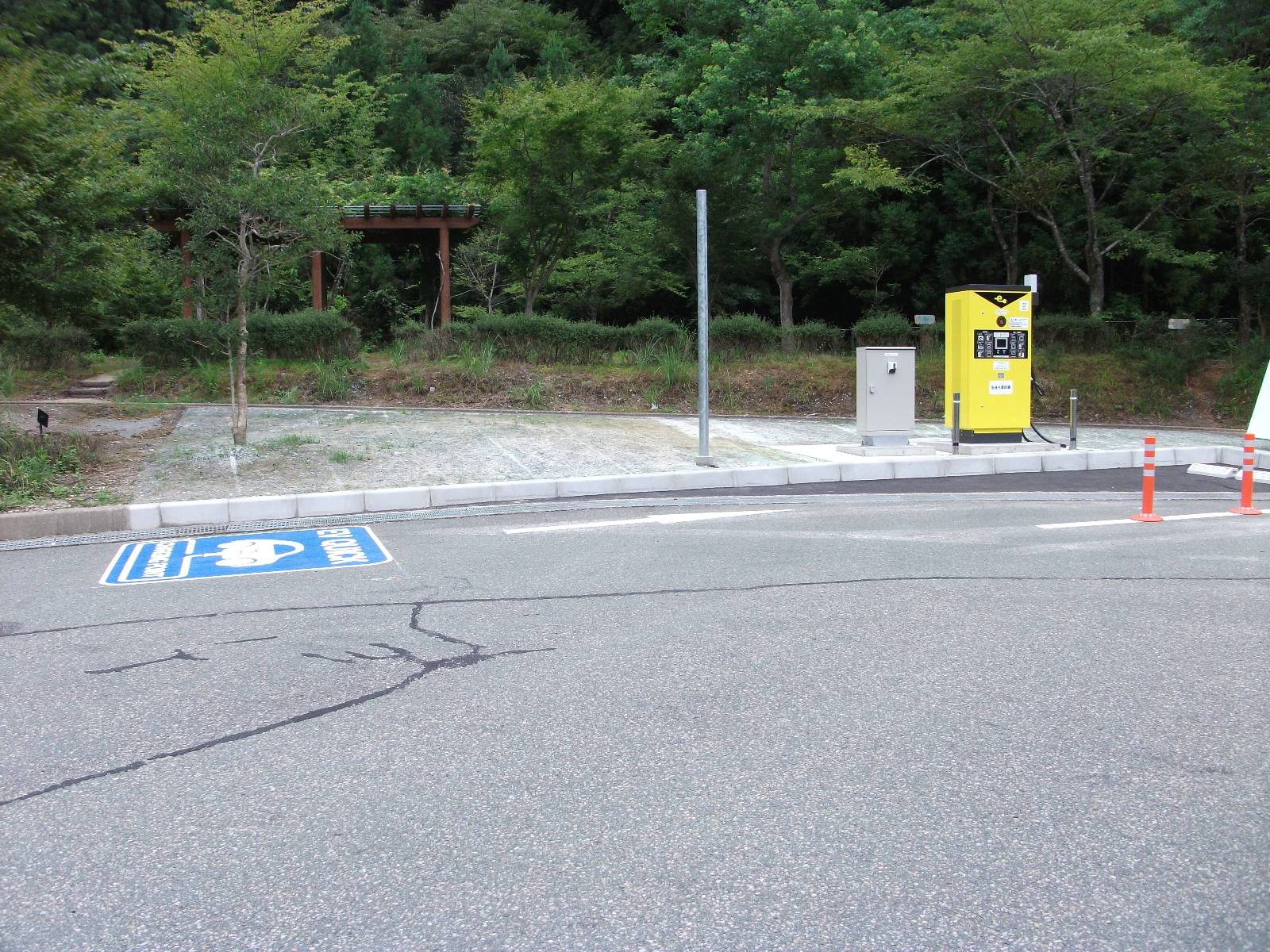
EV用急速充電器

  - 男性 大 2器（和式1器・洋式1器）・小 5器
  - 女性 11器　（和式2器・洋式9器）
  - 身障者用 1器
- ショッピングコーナー（3月 - 11月 : 8:00 - 19:00、12月 - 2月 : 8:00 - 18:00）[3]
- スナックコーナー（3月 - 11月 : 8:00 - 19:00、12月 - 2月 : 8:00 - 18:00）[3]
- テイクアウトコーナー[3]
- ベビーコーナー[3]
- 自動販売機
- 携帯電話充電器（3月 - 11月 : 8:00 - 19:00、12月 - 2月 : 8:00 - 18:00）
- 電気自動車EV用急速充電器[4]

## 隣
E32 高知自動車道
(8) 新宮IC - 馬立PA（上り線のみ） - 立川PA（下り線のみ）- (9) 大豊IC